# Kanton Le Vigan
Kanton Le Vigan (francouzsky Canton du Vigan) je francouzský kanton v departementu Gard v regionu Languedoc-Roussillon. Tvoří ho 13 obcí.

## Obce kantonu
- Arphy
- Arre
- Aulas
- Avèze
- Bez-et-Esparon
- Bréau-et-Salagosse
- Mandagout
- Mars
- Molières-Cavaillac
- Montdardier
- Pommiers
- Rogues
- Le Vigan